# Oliver Reck
Oliver Reck (* 27. únor 1965, Frankfurt nad Mohanem) je bývalý německý fotbalový brankář a v současnosti trenér. Aktuálně trénuje Fortunu Düsseldorf.
S německou reprezentací získal zlatou medaili na mistrovství Evropy 1996, kde byl náhradníkem Andrease Köpkeho a do bojů nezasáhl. Má též bronzovou medaili z olympijských her v Soulu roku 1988, byť i na tomto turnaji byl náhradníkem (Uwe Kampse) a nenastoupil. Za národní tým odehrál 1 utkání, přátelský zápas proti Lichtenštejnsku roku 1996, dvanáctkrát reprezentoval v jednadvacítce.
S Werderem Brémy vyhrál v sezóně 1991/92 Pohár vítězů pohárů. Dvakrát se v dresu Werderu stal mistrem Německa (1987/88, 1992/93), dvakrát s ním vyhrál německý pohár (1990/91, 1993/94). Tuto trofej získal dvakrát i s FC Schalke 04 (2000/01, 2001/02). V německé Bundeslize vstřelil 1 gól (bylo to v dresu Schalke 04).
Po skončení hráčské kariéry rozjel i trenérskou, vedl Schalke 04, MSV Duisburg a Fortunu Düsseldorf.